# Ledeunff
Ledeunff, de son vrai nom David Le Deunff, né le 4 juin 1982 à Pointe-à-Pitre est un auteur-compositeur-interprète français.
Depuis 2006, il est guitariste et choriste du groupe nantais Hocus Pocus. En parallèle, à partir de 2013, il entame un projet solo nommé Ledeunff.

## Biographie
D'ascendance bretonne et guadeloupéenne, son inspiration lui vient surtout d'artistes de blues, de reggae et d'autres musiques du monde comme Jimi Hendrix, Bob Marley et Ry Cooder.
David Le Deunff commence sa carrière à Saint-Pol-de-Léon dans le Finistère où il crée son groupe de « Reggae-Rock-Fusion » Rebellion et s'entoure de musiciens parmi les meilleurs de la région avec lesquels il se produit sur scène à travers toute la Bretagne entre 2001 et 2004, dont des « premières parties » de Keziah Jones, Raul Midon, La Grande Sophie, Smooth et Percubaba.
Après sa participation en 2005 à l'album 73 Touches d'Hocus Pocus il intègre la formation début 2006. Au sein du groupe nantais il donne près de 500 concerts en France (Olympia, Élysée Montmartre, Zénith de Paris...) et de par le monde, dont quatre tournées au Japon et réalise avec eux deux autres albums : Place 54 en 2007 (disque d'or en France avec plus de 80 000 exemplaires vendus) et 16 pièces en 2010.
À partir de 2009, David développe ses propres projets en parallèle, notamment un duo avec l'artiste sud-africain Jackson Reed, ou le nantais Aymeric Maini, et des collaborations avec C2C, Tribeqa, Dajla, Le Cercle...Il se met également à l'écriture et la composition d'un premier EP.
En 2013 son projet solo devient Ledeunff, un trio avec Hervé Godard (Hocus Pocus, Elodie Rama) à la Basse et Hibu Corbel (Robin Foster, Alexis HK) à la Batterie. Le premier EP "My Storm", produit par 20Syl (C2C / Hocus Pocus) avec comme invités Aṣa et Phoenix Troy, sort en vinyle et numérique le 4 novembre 2013 sur le label On And On Records. Il fera les premières parties de Nneka à La Cigale à Paris, C2C au Zénith de Nantes, Steel Pulse, Asa...
Il se produit à ce jour en solo.